# Lychas krali
Espèce
Lychas krali est une espèce de scorpions de la famille des Buthidae.

## Distribution
Cette espèce est endémique de Thaïlande.

## Description
L'holotype mesure 35,2 mm.
Les mâles mesurent de 42,2 à 44,5 mm et les femelles 30,4 à 39,8 mm.

## Étymologie
Cette espèce est nommée en l'honneur de David Král.

## Publication originale
- Kovařík, 1995 : « Review of Scorpionida from Thailand with descriptions of Thaicharmus mahunkai gen. et sp. n. and Lychas krali sp. n. (Buthidae). » Acta Societatis Zoologicae Bohemicae, vol. 59, p. 187-207 (texte intégral).